# 가독성
가독성(可讀性)은 얼마나 쉽게 읽을 수 있는지를 나타내는 정도를 뜻하는 말이다. 이 개념은 자연어와 프로그래밍 언어 모두에 존재하지만 형태는 다르다. 자연어에서 텍스트의 가독성은 콘텐츠(어휘 및 구문의 복잡성)와 표현(예: 글꼴 크기, 줄 높이, 문자 간격, 줄 길이 등 가독성에 영향을 미치는 인쇄상의 측면)에 따라 달라진다. 프로그래밍에서는 프로그래머 설명, 루프 구조 선택, 이름 선택 등이 인간이 컴퓨터 프로그램 코드를 쉽게 읽을 수 있는지 여부를 결정할 수 있다.
텍스트의 가독성이 높을수록 일반 독자의 읽기 노력과 속도가 쉬워진다. 독해력이 높지 않은 사람이 주어진 텍스트를 이해하고 적용하려면 가독성이 필요하다. 일련의 정보를 대상 청중에게 전달하려면 가독성을 단순화하는 기술이 필수적이다. 코드, 뉴스 정보, 스토리텔링 등 모든 작가에게는 가독성 수준을 조정해야 하는 대상 독자가 있다.

## 북 디자인에서의 가독성
북 디자인에서의 가독성은 독자가 책을 읽기 얼마나 좋은지를 뜻하며, 서체, 레이아웃, 자간, 행간, 여백 등에 따라 결정된다.

## 프로그래밍에서의 가독성
프로그래밍에서의 가독성이란 소스코드를 보고 코드가 의도하는 동작이나 알고리즘을 얼마나 쉽게 이해할 수 있는지를 뜻한다. 예를 들어 어셈블리어는 기계어보다 가독성이 높다고 할 수 있다.
코드의 가독성은 소프트웨어가 보통 여러 사람에 의해, 오랜 기간 동안 관리되고 발전되는 것이기 때문에 점점 더 중요하게 인식되고 있다. 코드의 가독성을 일부러 떨어뜨리는 이른바 obfuscation이 연구되기도 하지만, 가독성이 안 좋은 코드는 버그 유발, 효율성 저하, 중복성의 위험이 있다고 여겨진다.
가독성은 코딩 스타일과 관련이 있으며, 스타일에는 다음과 같은 요소들이 있다.
- 들여쓰기
- 주석처리
- 팩토링
- 이름짓기